# Union patriotique bonairienne
Pour les articles homonymes, voir Union Patriotique.
L'Union Patriotiko Boneriano (Union patriotique bonairienne) est un parti politique de Bonaire, membre de l'Organisation démocrate-chrétienne d'Amérique.